# 대북방 전쟁
대북방 전쟁(스웨덴어: Stora nordiska kriget, 러시아어: Северная война, 영어: Great Northern War, 독일어: Großer Nordischer Krieg, 폴란드어: III wojna północna, 튀르키예어: Büyük Kuzey Savaşı)은 러시아 차르국과 스웨덴 제국과 그 동맹국이 유럽의 주도권을 장악하기 위해 벌인 전쟁이다.  전쟁은 1721년 스웨덴의 패배로 끝났고, 러시아는 유럽 정치권의 주요 세력으로 부상하게 하였다. 

## 배경
1560년에서 1658년, 스웨덴은 핀란드만을 중심으로 카렐리아(Karelia), 잉그리아(Ingria), 에스토니아(Estonia), 리보니아를 포함하는 발트해 제국을 만들어 냈다. 30년 전쟁 중 스웨덴은 독일에서 포메라니아 서부와 비스마르(Wismar), 브레멘 공국(Duchy of Bremen)과 베르덴(Verden)을 포함하는 거점을 획득하였다. 같은 기간 동안 스웨덴은 덴마크와 노르웨이를 공략하여 외레순 해협의 북부를 1645년과 1658년에 점령하였다. 이러한 승리는 대륙의 군세와 비교해 상대적으로 규모는 작지만 좀 더 전문적이고 잘 훈련된 군대 덕분이었다. 특히, 적절한 훈련으로 높은 소화기 장비율 역시 스웨덴 군대로 하여금 계속된 승리를 이끌었다. 그러나 스웨덴의 국력은 장기간의 전쟁을 수행하는 군인들을 감당할 수 없었고, 전쟁물자는 국가재정으로 지불할 수 없는 지경에 이르렀다.
고난의 시절동안 벌어진 러시아에 대한 외국의 간섭들은, 스웨덴으로 하여금 스톨보보 조약을 획득하게 했다. 이 조약은 러시아에게 발트해로 진출할 수 있는 직접적인 루트를 차단하였고, 이는 러시아가 스웨덴의 지역적인 헤게모니에 도전할 수 없게 만드는 것을 뜻했다. 러시아의 운은 17세기 후반 동안에 반전되기 시작하는데 특히 이전의 영토 상실을 회복하고 발트해 지방을 탈환하는 데 주의를 기울이던 표트르 대제가 즉위한 것은 특기할 만한 사항이다. 1690년대 후반, 요한 파트쿨(Johann Patkul)은 덴마크와 작센이 프레오브라첸스코예 조약을 통해 러시아와 1700년에 동맹을 맺고, 세 국가가 힘을 합쳐 스웨덴을 공격하는 데 동의했다.

## 군사력
칼 12세는 연례 훈련을 위한 군사들을 진영에 남겨두고, 1700년에 77,000명의 군대를 모집하였으나, 1707년에는 사상자에도 불구하고 적어도 120,000명에 달하는 대군을 모았다. 이는 근대 유럽에서 가장 사기가 높은 군대였으나, 가장 큰 규모는 아니었다. 오스만의 대군은 제대로 훈련받지 못했고, 사기가 낮았다.
비록 170,000명의 대군을 운용할 수 있었음에도 러시아는 같은 장소에서 행동을 취할 수 없었다. 게다가 러시아의 이동 시스템은 전혀 효과적이지 않았고, 광대한 제국은 모든 곳을 지키게 하여 수비병들에 대한 보급과 급료로 많은 재정적 부담을 주었다. 광대한 영토를 넘어 대규모 이동을 하는 것은 현실적이지 못했다. 표트르 대제는 그의 군대가 스웨덴군과 같이 높은 사기를 지니길 원했다.
덴마크군은 홀슈타인-고토르프 공략에 20,000명의 지원병을 보냈고, 다른 곳을 공략할 때에도 지원군을 보냈다. 폴란드와 작센은 두 군대를 합쳐 적어도 100,000명에 달하는 군대를 운용했다.

## 스웨덴의 승리

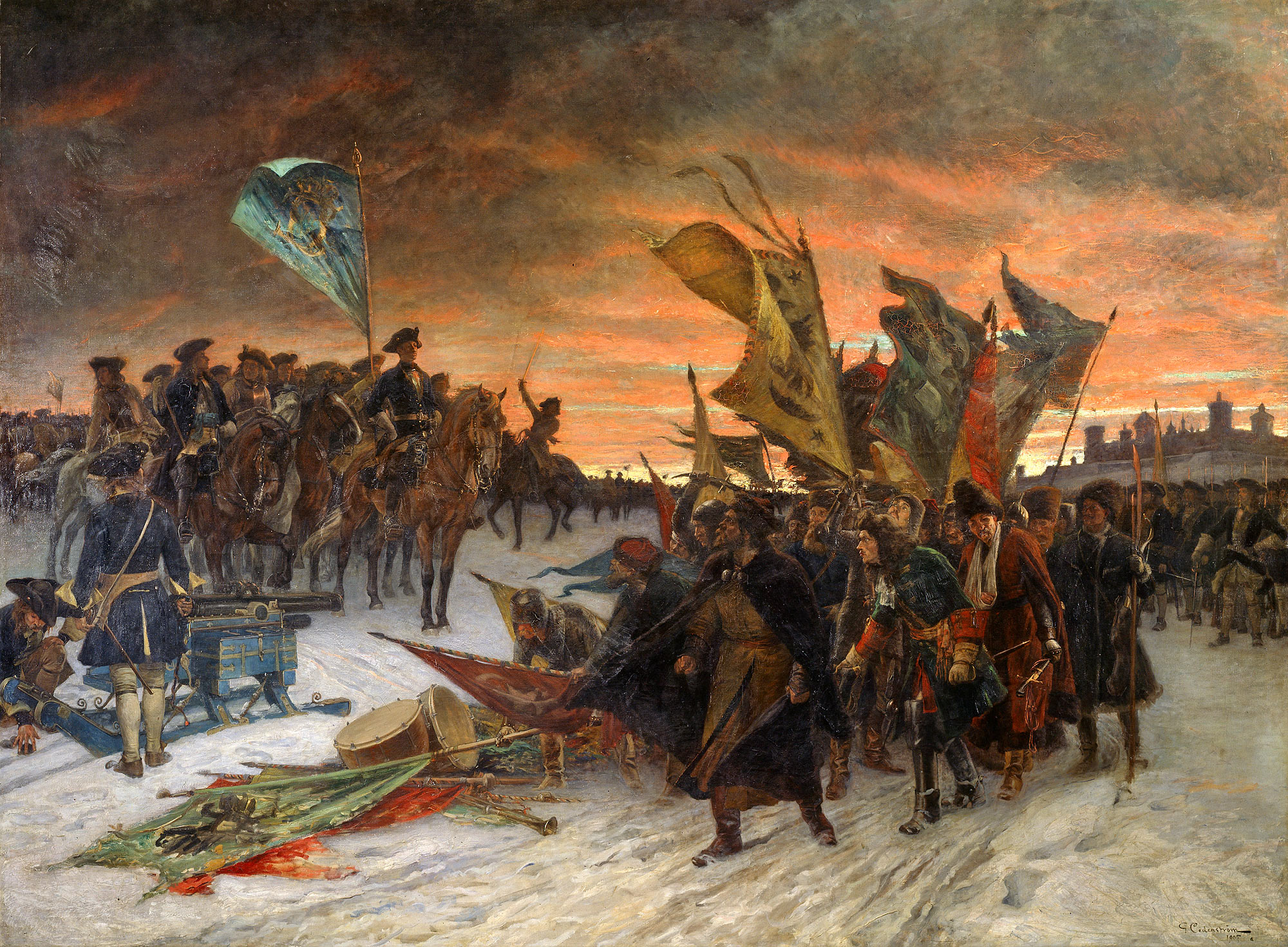
1700년 나르바에서의 스웨덴의 승리 by Gustaf Cederström, 1910년작품.

스웨덴군은 대북방 전쟁 극초반에 스웨덴의 칼 12세가 대국적인 상황을 보지 못하고 단순히 사적인 관점에서만 보는 바람에 많은 고생을 하였다. 단순히 적에게 복수하겠다는 그의 결심은 다른 많은 의견들을 무시하였다. 18년의 전쟁기간 동안 그로 하여금 유리한 평화협정을 맺게 할 수 있는 시점들이 많이 있었으나, 그는 도덕적 믿음에 따라 이러한 상황에 반하는 결심을 하였다. 그는 폴란드의 왕관을 걷어차버리고, 이를 다른 후보자인 스타니스와프(Stanisław)에게 주었다. 그는 또 작센군을 분쇄할 기회를 얻었으나, 국왕으로서의 말은 고귀한 것이라는 자신의 믿음으로 인해, 그들을 그냥 통과시켜주는 선택을 하였다. 전쟁의 초기기간은 칼 12세가 지휘하는 스웨덴군의 계속적인 승리로 이루어져 있었다. 덴마크는 1700년 여름에 패했는데, 이것이 대북방전쟁에서 벌어진 최초의 주요 전역이었었다. 그리고 이렇게 패함으로써 덴마크는 수년 동안 전쟁에 참여하지 못했다. 러시아는 11월 나르바 전투(Battle of Narva)에서 완패하였다.
나르바에서 스웨덴의 승리로 트라벤달 조약(peace of Travendal)으로 첫 번째 동맹이 와해된 이후에, 스웨덴의 장관 베네딕트 옥센셰르나(Benedict Oxenstjerna)는 스웨덴에 유리한 상황을 만들기 위해 스페인 왕위계승전쟁 전야에 있던 프랑스와 해양 강대국들 사이를 전체적으로 조절할 것으로 여겨졌고, 이는 전쟁을 끝내고, 칼이 유럽의 조정자가 될 수 있는 좋은 기회였다.
이때 폴란드-리투아니아(Poland-Lithuania; 폴란드-리투아니아의 왕이 대스웨덴 동맹에 적극적으로 참여하고 있었음에도 불구하고 스스로를 중립으로 생각하고 있었다.)의 대표가 스웨덴 왕 칼과 아우구스트(Augustus)의 중재역을 맡을 것을 제안했다. 그러나 칼은 작센의 군주 아우구스트를 폴란드 왕위에서 끌어내릴 생각으로 폴란드를 공격하였고, 이로 인해 폴란드-리투아니아의 중립은 종결되었다. 5년 후에, 1706년 9월 24일, 그는 알트란슈타트 조약(treaty of Altranstadt)을 통해 폴란드 전쟁을 결론지었으나, 이 조약은 스웨덴에 아무런 이익도 가져오지 않았고, 심지어는 6년의 전쟁기간 동안의 지출의 배상도 요구하지 않았다. 그러나 칼은 아우구스트 2세를 왕위에서 끌어내리는 자신의 목적을 달성했고, 그의 동맹자 스타니스와프를 왕위에 올렸다. 칼은 폴란드 사람들이 일반적으로 믿지 못할 사람들이라고 믿었기 때문에, 더 이상 아무것도 하지 않았다. 이는 그의 실수로 여겨지는데, 왜냐하면 아우구스트 2세는 왕위를 쉽게 탈환했기 때문이다.

## 러시아의 승리
1700년에서 1707년 동안 스웨덴의 발트해 연안의 두 지방, 에스토니아와 잉그리아(Ingria)가 차르에 의해 공격당했고, 세 번째로 리보니아 역시 완파당했다. 이 합병을 공고히 하기 위해, 표트르는 1703년 잉그리아에 상트페테르부르크(Saint Petersburg)를 건설했고, 해군을 설치하고, 우선적으로 화기를 사용하는 보병 교련에 기초하여 근대식 군제를 구성했다.

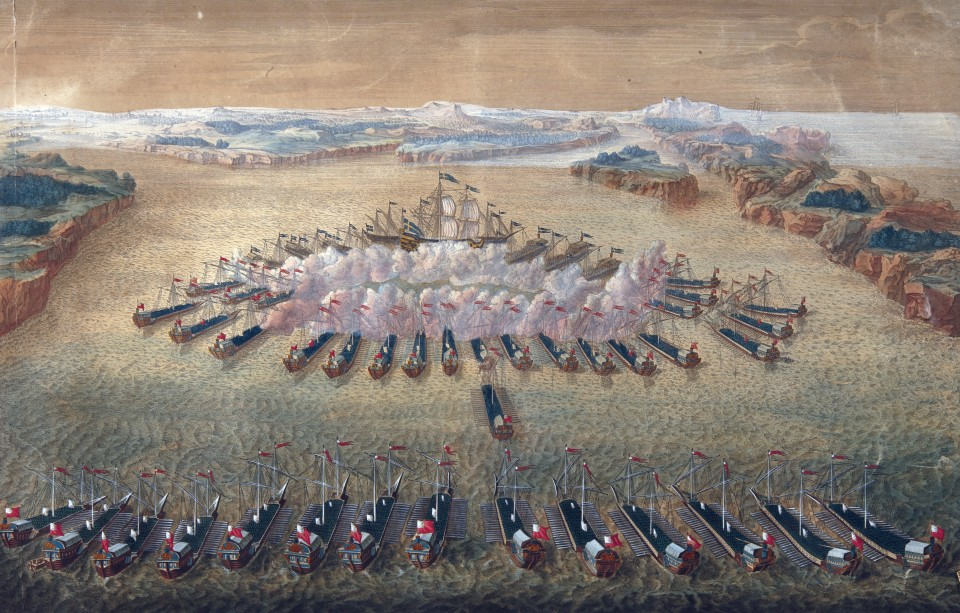
1714년 항코에서의 러시아의 승리 by Maurice Baquoi, etched 1724년

그러나 비록 이러한 공격에 타격을 입었음에도 불구하고, 그가 잃었던 거의 모든 것을 탈환하였다. 1707년 표트르는 상트 페테르부르크와 네바 강의 방어선을 제외한 모든 것을 포기할 준비를 하였고, 다시 칼은 발트해 지방의 대부분을 공고히 하기 위해 위험을 감수할 준비를 하였다. 다음 해에 칼은 러시아를 공략하였으나, 사령관 멘시코프가 방어를 담당한 스몰렌스크에서 고난을 겪었고, 겨울동안 우크라이나로 진로를 돌렸다. 그러나 그의 군대의 능력은 추운 겨울과 표트르가 초토화 전술을 사용함에 따라 급격히 약화되었다. 전역은 1709년 봄에 다시 시작하였을 때, 그는 군대의 3분의 1을 잃은 상태였고, 결국 스웨덴군은 폴타바 전투에서 표트르 대제가 이끄는 훨씬 좋은 상태에 더 큰 규모를 지닌 러시아 군에게 궤멸당하여 결국 칼은 오스만 제국으로 도망가 추방 상태로 5년을 지내야 했다. 표트르의 승리는 전 유럽 궁정에 퍼져나갔다. 단 하루 만에 러시아는 유럽의 강대국으로 등장하게 되었다. 스웨덴군의 궤주가 전쟁을 결정짓긴 했지만, 끝낸 것은 아니었다. 덴마크와 작센이 다시 전쟁에 참여하였고, 아우구스트는 보리스 쿠란킨의 교묘한 정략에 따라 폴란드의 왕위를 되찾을 수 있었다. 표트르는 발트해에서 전역을 계속하여, 결과적으로 강력한 해군을 구성할 수 있었다. 1710년 러시아는 탈린과 비푸리(Viipuri)를 점령하였다. 1714년 표트르의 해군은 스웨덴 해군의 소규모 분견대를 공격하려 시도하였고, 이로 인해 항코 반도(Hanko peninsula)에서 최초로 러시아 해군이 승리를 거두었다.
러시아군은 1713년에서 1714년 핀란드의 대부분을 차지하였다. 비푸리는 이미 1710년에 함락되었다. 1714년 오스트로보트니아(Ostrobothnia)의 이소퀴레(Isokyrö)에서 벌어진 나푸에 전투(battle of Napue)에서 최종적인 격돌이 이루어졌다. 1714년에서 1721년간의 핀란드 정복기간은 대격노(Greater Wrath; 핀란드 어: isoviha)로 알려져 있다. 이 피비린내 나는 정복 기간 동안 많은 핀란드 인들이 살해당하거나 러시아로 끌려갔다.

## 결과
칼은 오스만 제국으로부터 돌아와 1718년 죽을 때까지 별 소득을 얻지 못했다. 오직 스웨덴의 장관 아르비드 호른 백작(Count Arvid Horn)의 노력으로, 칼이 오스만 제국으로부터 빠져나와 1714년 11월 발트해 남부 해안에 있는 슈트랄준트(Stralsund)를 통해 스웨덴으로 올 때까지 스웨덴을 지켜낼 수 있었다. 칼이 전 북유럽과 전쟁을 벌이고 있었기 때문에 슈트랄준트의 운명은 결정되었다. 칼은 여기에 1715년 12월까지 머물렀으며, 슈트랄준트가 함락되기 하루 전에 간신히 도망칠 수 있었다. 스웨덴의 지출은 이미 어떤 관점으로 보아도 희망이 없을 정도로 막대했기 때문에, 이를 고려해 볼 때 아직도 평화를 생각하지 않던 칼은 많은 이들에게 미쳤다고 여겨졌다. 스웨덴의 발트해 지방과 독일 지방의 영토는 이미 상실한 상태였다.
다음 몇 년 동안 상황은 그다지 변하지 않았으나, 스웨덴에 계속되는 습격으로 인해서 스웨덴은 스스로 전투를 벌일 여력이 없었고, 곧 프로이센과 하노버, 그리고 많은 독일 소제후국들 사이에 평화가 이루어질 즈음, 조금이라도 영토를 넓히겠다는 희망을 품고 전쟁에 참여하였다. 최후로 덴마크와 러시아 해군의 스웨덴 본토에 대한 강력한 해상 공격이 이루어졌다.
1721년 우시카우풍키(Uusikaupunki)에서 러시아와 스웨덴 사이에 뉘스타드 조약이 최종적으로 이루어졌다. 스웨덴은 17세기에 획득한 해안 지방의 대부분을 상실했다. 러시아는 그 발트해 영토를 대부분 차지했으며 동유럽의 강대국으로 등장하였다. 러시아가 조약을 맺기 전 스웨덴과 강화조약을 맺은 프로이센과 하노버는 스웨덴의 독일 영토를 획득하였다. 이 결과들에 대한 스웨덴의 불만은 잃어버린 영토를 되찾기 위해 하타르당의 러시아 전쟁(Hats' Russian War)과 구스타브 3세의 러시아 전쟁(Gustav III's Russian War)과 같은 결과를 야기하였다.

## 서적 목록
- Sweden and the Baltic, 1523 - 1721, by Andrina Stiles, Hodder & Stoughton, 1992 ISBN 0-340-54644-1
- The Struggle for Supremacy in the Baltic: 1600-1725 by Jill Lisk; Funk & Wagnalls, New York, 1967
- The Northern Wars, 1558-1721 by Robert I. Frost; Longman, Harlow, England; 2000 ISBN 0-582-06429-5
- Norges festninger by Guthorm Kavli; Universitetsforlaget; 1987; ISBN 82-00-18430-7
- Admiral Thunderbolt by Hans Christian Adamson, Chilton Company, 1958
- East Norway and its Frontier by Frank Noel Stagg, George Allen & Unwin, Ltd. 1956

 본 문서에는 현재 퍼블릭 도메인에 속한 브리태니커 백과사전 제11판의 내용을 기초로 작성된 내용이 포함되어 있습니다.